# Elaphria aphronistes
Elaphria aphronistes là một loài bướm đêm trong họ Noctuidae.